# Barrage-réservoir de Bamendjing
Le barrage-réservoir de Bamendjing est un barrage de retenue camerounais situé sur la rivière Noun, à proximité de la localité de Bamendjing dans le département de Bamboutos (Région de l'Ouest). Il est destiné à réguler le niveau du fleuve Sanaga, dont la Noun est l'un des affluents indirects.

## Géographie
Le lac s'étend sur les confins de plusieurs communes des régions Ouest et Nord-Ouest du Cameroun, Galim, Kouoptamo, Balikumbat, Ndop, Bangourain.

## Gestion
La gestion a successivement assurée par la SONEL puis AES Corporation Sonel puis Eneo. En août 2015, cette dernière en a annoncé le transfert à Electricity Development Corporation, avec celle des barrages de retenue de Mbakaou  et de la Mapé.

## Pêche
Le lac, à cheval sur les régions de l'Ouest et du Nord-Ouest, a une profondeur maximum de 18 m, et une profondeur moyenne de 5 m. Il était exploité de façon très peu intensive dans les années 1990 pour une activité artisanale annexe de pêche (silures et tilapias).